# Districten van Albanië
Albanië was tot 31 juli 2000 onderverdeeld in 36 districten (rrethe). Deze districten vervangen door de huidige 12 prefecturen.
| District | Prefectuur | District | Prefectuur |
| --- | --- | --- | --- |
| 1. Berat 2. Bulqizë 3. Delvinë 4. Devoll 5. Dibër 6. Durrës 7. Elbasan 8. Fier 9. Gjirokastër 10. Gramsh 11. Has 12. Kavajë 13. Kolonjë 14. Korçë 15. Krujë 16. Kuçovë 17. Kukës 18. Kurbin | Berat Dibër Vlorë Korçë Dibër Durrës Elbasan Fier Gjirokastër Elbasan Kukës Tirana Korçë Durrës Berat Kukës Lezhë | 19. Lezhë 20. Librazhd 21. Lushnjë 22. Malësi e Madhe 23. Mallakastër 24. Mat 25. Mirditë 26. Peqin 27. Përmet 28. Pogradec 29. Pukë 30. Sarandë 31. Skrapar 32. Shkodër 33. Tepelenë 34. Tiranë 35. Tropojë 36. Vlorë | Lezhë Elbasan Fier Shkodër Fier Dibër Lezhë Elbasan Gjirokastër Korçë Shkodër Vlorë Berat Shkodër Gjirokastër Tirana Kukës Vlorë |